# 33. šahovska olimpijada
33. šahovska olimpijada je potekala leta 1998 v Elisti (Rusija).
Rusija je osvojila prvo mesto, ZDA drugo in Ukrajina tretje.
Sodelovalo je 634 šahistov v 110 reprezentancah; odigrali so 2.860 partij.